# 1886年8月29日日食
1886年8月29日日食为一次在协调世界时1886年8月29日出現的日全食。該次日食食分為1.0735，食甚維持6分36秒。

## 概述
這次日食的食分是1.0735，全食維持6分36秒。
|  |  |
|  |  |

## 基本參數
- 類型：日全食
- 食甚資料：
  - 日期：1886年8月29日
  - 時間：12時55分23秒
  - 地點：3N 15W
  - 食分：1.0735
  - 日全食持續時間：6分36秒

## 外部連結
- NASA日食專頁（页面存档备份，存于）（英文）